# 甘蕴纯
甘蕴纯，江西宜春人，是一名清朝政治人物。
甘蕴纯曾于1815年接替林启泰任福建永安县知县一职，1816由张日瑶接任。